# بیرینجی ایپک
بیرینجی ایپک (به ترکی آذربایجانی: Birinci İpək) یک منطقه مسکونی در جمهوری آذربایجان است که در شهرستان لاچین واقع شده است.